# WYSIWYG
WYSIWYG (viết tắt của What You See Is What You Get trong tiếng Anh), thường được dịch là "những gì bạn đang thấy là những gì bạn sẽ nhận được" và hiểu như là "Giao diện tương tác tức thời - mắt thấy tay làm", thường được dùng trong các chương trình ứng dụng văn phòng, các chương trình biên soạn, thiết kế web... Các công cụ dùng giao diện này cho phép ta có thể thấy ngay những thay đổi mà người viết mã, hay một thiết kế viên web vừa thực hiện, nhằm tiết kiệm thời gian chỉnh sửa các lỗi hay những điểm không ưng ý một cách dễ dàng và nhanh chóng.

## Tại sao dùng các chương trình WYSIWYG?
Một ví dụ đơn giản, HTML cho phép viết bằng bất cứ trình soạn thảo văn bản nào, từ đơn giản nhất (như Notepad) đến phức tạp, cao cấp hơn (như Microsoft Office Word, K-Word). Tuy nhiên, mọi chuyện sẽ vẫn ổn thỏa cho đến khi người viết mã, hay nhân viên thiết kế muốn vẽ lên những bảng biểu phức tạp bắt buộc phải có, khi đó những dòng mã sẽ cần phải phức tạp và các thẻ (tag) thường chồng chéo lên nhau. Dẫn việc giao diện càng đẹp, càng phức tạp, mã phát sinh nhiều và dày đặc, những sai sót sẽ xuất hiện. Người sử dụng bị chìm ngập trong mớ bòng bong ngổn ngang những mã lệnh mà không biết làm thế nào. Các trình biên soạn WYSIWYG sẽ tự động phát sinh và chèn các mã lệnh cần thiết vào đúng nơi mà người sử dụng mong muốn. Thêm vào đó, các trình biên soạn WYSIWYG cũng hiển thị cấu trúc, phân cấp các mã lệnh có hệ thống chặt chẽ và làm nổi bật chúng bằng nhiều màu sắc khác nhau.
Dĩ nhiên, WYSIWYG cũng có nhược điểm trong một số trường hợp nhất định. Chẳng hạn việc biên soạn những văn bản có kích thước lớn, liên quan đến nhiều thao tác cắt, dán, chuyển chỗ những khối văn bản lớn hay các hình ảnh, các phần mềm WYSIWYG đều thực hiện rất chậm. Ngược lại nếu thao tác trên các file chữ sẽ không gặp khó khăn này.

## Các phương thức sử dụng phổ biến

### Với các ứng dụng văn phòng
Các văn bản được mã hóa theo định dạng, sau đó có thể xuất bản ra dạng bản in để chuyển cho máy in in ra giấy.

### Với các trình thiết kế web
Các văn bản sẽ được chuyển sang dạng mã HTML (tự động sinh mã theo đúng yêu cầu người viết). Xuất bản ra dạng HTML đầy đủ để người dùng có thể đưa nó lên web.

### Với các mục nhập trên web
Đối với các mục nhập (Entry) trực tiếp, cũng giống như trình thiết kế web, sinh mã HTML. Khác biệt là không dùng phần mềm để chỉnh sửa mà dùng ngay chính trang web, với trình duyệt được hỗ trợ, để chỉnh sửa. Thường thì mã HTML dạng này đơn giản hơn và bị khóa một số thẻ HTML.

## Một số trình biên soạn web dùng WYSIWYG tiêu biểu
- Microsoft FrontPage (bản gần đây nhất là MS-FrontPage 2007 SP2)
- Microsoft Expression Web (Bản mới nhất là Expression Web 3)
- Adobe Dreamweaver (bản gần đây nhất là Adobe Dreamweaver CS6)
- Adobe Golive (mới nhất là Adobe Golive CS2)
- Netscape Composer (gần đây nhất là phiên bản 7.0)

### Các ứng dụng văn phòng
- Microsoft Office (bản mới nhất Microsoft Office 2021)
- OpenOffice.org (bản mới nhất là 4.1.1)

### Các trình soạn thảo tích hợp trên website
- CKeditor
- Spaw
- TinyMCE